# Longtze Premier
Le Longtze Premier ou Longtze est une classe de quillard de sport, dit sportboat de 7 mètres développé par l'équipe Le Défi pour la Coupe de l'América en 2007. La série (ou classe) s'est rapidement développée en Europe où elle est devenue une série de référence, avec deux circuits de compétition, le Longtze European Tour et la Longtze Student Cup.

## Caractéristiques
- Longueur : 6,80 m
- Largeur : 2,50 m avec les ailes
- Tirant d'eau : 1,80 m
- Longueur du mât : 11,40 m
- Grand voile Racing : 20,7 m2
- Foc Code 1 Racing : 13,4 m2
- Spinnaker Asymétrique Code 1 racing : 59,9 m2
- Poids de la coque : 300 kg
- Poids de la quille et du bulbe : 300 kg

La coque est construite en sandwich composite stratifié sous vide, en technologie Eglass, résine Vinylester et âme de mousse Polyuréthane.
La quille est composée d’un voile composite renforcé carbone et d’un bulbe en plomb intégral de 227 kg. Tous les espars (mât, bôme et prod/bout avant) sont en carbone, ainsi que le safran, la barre, le stick et la vang (pousse-bas de la bôme, qui remplace les traditionnels hale-bas).